# السلوقيان I (مجرة قزمة)
قزمة السلوقيان I (بالإنجليزية: Canes Venatici Dwarf Galaxy)‏ أو CVn I هي مجرة قزمة كروية خافتة تقع في كوكبة السلوقيان اكتشفت في عام 2006 في البيانات المستقاة من مسح سلووان الرقمي للسماء.
اعتبارا من عام 2011 تعتبر قزمة السلوقيان I واحدة من المجرات القمرية المعروفة لدرب التبانة الأكثر بُعداً . تقع مجرة قزمة السلوقيان I على مسافة متوسطة تقدر حوالي 220 الف فرسخ فلكي (704 الف سنة ضوئية) من الشمس وتبتعد عن الشمس بسرعة تبلغ حوالي 31 كم/ ثانية.

## الخصائص والتصنيف
تصنف قزمة السلوقيان I كمجرة قزمة كروية (dSph) ويعني هذا أن شكلها بيضاوي (نسبة المحاور ~ 2.5: 1) ونصف قطرها الفعال يقارب 550 فرسخ فلكي. قزمة السلوقيان I مجرة خافتة نسبيا تابعة لدرب التبانة ضياؤها الكلي يعادل حوالي 230,000 ضياء شمسي (قدرها الظاهري المطلق −8.6)، ومع ذلك، فإن كتلتها تقارب 27 مليون كتلة شمسية، مما يعني أن كتلة المجرة إلى نسبة الضوء حوالي 220 {\displaystyle \Upsilon }. نسبة الكتلة العالية إلى ضوء قزمة السلوقيان I يعني أن المجرة تهيمن عليها مادة مظلمة. وتتكون جمهرة نجوم قزمة السلوقيان I أساسا من نجوم قديمة تشكلت قبل نحو 10 مليار سنة ومعدنية هذه النجوم القديمة منخفضة جدا حوالي [Fe/H] ≈ −2.08 ± 0.02 مما يعني أنها تحتوي على عناصر ثقيلة أقل بحوالي 110 مرة من الشمس. ويوجد في المجرة حولي 60 نجم منغير من فئة متغيرات (RR) القيثارة كما تحتوي المجرة على مجموعة صغيرة من الأصغر سنا (1-2 مليار سنة) والغنية بالمعادن ([Fe/H] ≈ −1.5) والتي تمثل حوالي 5٪ من كتلتها و 10٪ من ضوءها. وتتركز هذه النجوم الأصغر سنا في وسط المجرة. ولا يوجد حاليا أي تشكل نجمي في المجرة وقد فشلت القياسات حتى الآن في الكشف عن خطوط طيف الهيدروجين فيها - الحد الأعلى هو 30،000 كتلة شمسية.